# Kendall Francois
Kendall Francois (ur. 26 lipca 1971 w Poughkeepsie, zm. 11 września 2014 w Alden) – amerykański seryjny morderca zwany Mordercą z Poughkeepsie. W latach 1996–1998 zamordował w Poughkeepsie 8 prostytutek, a ich zwłoki przechowywał w swoim rodzinnym domu.

## Życie osobiste
Francois pochodził z dysfunkcyjnej rodziny. Jego rodzina nie przestrzegała zasad higieny osobistej i nie nauczyła ich Kendalla. Z tego powodu jako młody chłopiec był bardzo samotny. Chodził w brudnych ubraniach i brzydko od niego pachniało. Wyrósł na wysokiego mężczyznę - miał 2 metry wzrostu i ważył 160 kg. Gdy dorósł, zatrudnił się jako woźny w szkole, jednak nadal nie dbał o higienę, a to spowodowało, że był obiektem drwin ze strony uczniów. Wkrótce zaczął korzystać z usług prostytutek.

## Zbrodnie

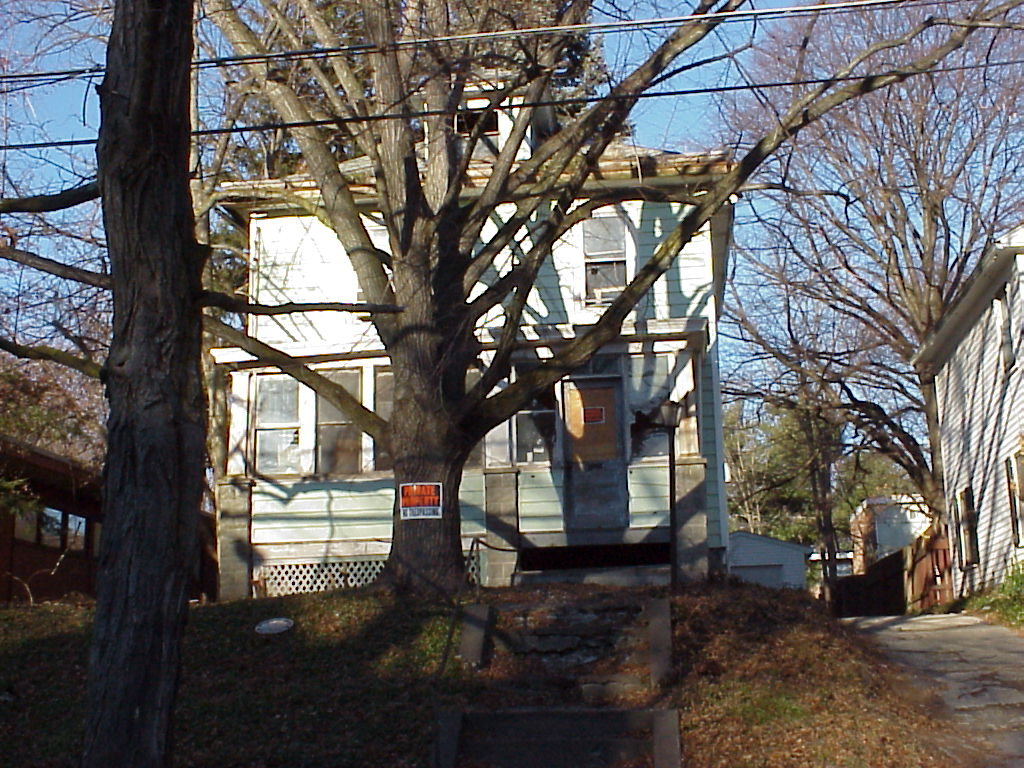
Dom Kendalla Francoisa w grudniu 1998 roku.

W latach 1996–1998 w Poughkeepsie doszło do serii zaginięć prostytutek. Jednym z podejrzanych od początku był Francois. Prostytutki skarżyły się, że bywał wobec nich bardzo brutalny - bił je i podduszał. Policjanci z braku dowodów nie postawili mu żadnych zarzutów. 1 września 1998 roku w swoim domu usiłował udusić prostytutkę. Kobiecie udało się uciec i zawiadomiła policję. Kobieta jako sprawcę napaści wskazała Francoisa. Mężczyzna został zatrzymany, a w trakcie przesłuchania przyznał się do zamordowania ośmiu prostytutek. Przyznał, że ich zwłoki poukrywane są w różnych zakamarkach jego domu na 99 Fulton Avenue. W domu rodzinnym Francoisa panował ogromny bałagan. Wszędzie walały się śmieci i gnijące resztki jedzenia, w których znajdowały się robaki. Policjanci znaleźli zwłoki pięciu ofiar na strychu domu. Trzy były poukrywane za licznymi meblami, czwarte znajdowało się w beczce, a piąte w dziecięcej wanience, przykryte starymi ubraniami. Zwłoki trzech pozostałych ofiar znajdowały się w piwnicy. Rodzice i siostra Kendalla nic nie wiedzieli o zwłokach znajdujących się w domu. Odór rozkładających się zwłok maskował zapach śmieci i gnijącego jedzenia. Kendall przyznał, że zapraszał prostytutki do domu pod nieobecność pozostałych domowników i po lub w trakcie stosunku dusił je. Zwłoki przechowywał pod łóżkiem w swoim pokoju, do momentu, aż zaczynały się rozkładać.

## Wyrok i śmierć
W sierpniu 2000 roku, Kendall Francois został skazany na dożywocie bez możliwości zwolnienia warunkowego. W trakcie pobytu w więzieniu miał twierdzić, że wszystkie jego ofiary zasłużyły na śmierć. W 2012 roku zdiagnozowano u niego guzy w okolicach pachwiny i został poddany chemioterapii. Zmarł we wrześniu 2014 roku w wyniku choroby nowotworowej.

## Ofiary Francoisa
Dokładne daty śmierci trzech ofiar, nie są znane. 
| Lp. | Ofiara           | Wiek | Data              |
| --- | ---------------- | ---- | ----------------- |
| 1.  | Wendy Meyers     | 30   | październik 1996  |
| 2.  | Catherine Marsh  | 31   | 11 listopada 1996 |
| 3.  | Gina Barone      | 29   | 29 listopada 1996 |
| 4.  | Kathleen Hurley  | 47   | 15 stycznia 1997  |
| 5.  | Mary Giaccone    | 29   | luty 1997         |
| 6.  | Sandra French    | 51   | 12 czerwca 1998   |
| 7.  | Audrey Pugliese  | 34   | sierpień 1998     |
| 8.  | Catina Newmaster | 25   | 25 sierpnia 1998  |